# Jock Clear
Jock Clear, född 12 september 1963, är en brittisk ingenjör som är ledande prestationsingenjör för det italienska Formel 1-stallet Scuderia Ferrari.
Han avlade en kandidatexamen i maskinteknik vid Heriot-Watt University och började sin karriär inom F1 med att arbeta som designingenjör för Lola Cars. 1989 fick han en anställning hos Benetton Formula som chef för stallets designteam för komposit, det varade dock bara till 1992 när Clear blev ledande designer hos det kortlivade F1-stallet Leyton House Racing. Året därpå gick han till Team Lotus och blev 1994 raceingenjör till den brittiska föraren Johnny Herbert. Team Lotus existens på 1990-talet var också kortlivad och när stallet avvecklades, flyttades Clear till Williams F1 och blev där den brittiska föraren David Coulthards raceingenjör. 1996 när den kanadensiska föraren Jacques Villeneuve skrev på för Williams, blev Clear hans raceingenjör och ledde Villeneuve till att vinna förarmästerskapet säsongen därpå. Två år senare flyttade både Villeneuve och Clear till British American Racing (BAR) och arbetade tillsammans fram till slutet av 2003 års säsong när Villeneuve blev ersatt av den japanska föraren Takuma Sato, Clear fortsatte i BAR och assisterade Sato. Det samarbete varade fram till 2006 när Sato lämnade för Super Aguri F1 och Clear då flyttade till Honda F1, för att vara raceingenjör till den brasilianska föraren Rubens Barrichello. Både Barrichello och Clear blev kvar i stallet när Honda blev Brawn GP 2009. Året därpå och efter att Brawn GP och lagkamraten och brittiske föraren Jenson Button sensationellt säkrade både förar- och konstruktörsmästerskapen för 2009 års säsong, blev stallet uppköpta av Mercedes-Benz. Mercedes valde inte att förlänga kontraktet med Barrichello och han lämnade för Williams medan Clear blev raceingenjör åt den tyska föraren Nico Rosberg. Mellan 2011 och 2012 var han raceingenjör till och från till den tyska legendariska föraren Michael Schumacher när denne gjorde comeback i F1. 2012 valde Schumacher att pensionera sig från sporten för gott och Clear fick då överta den brittiska föraren Lewis Hamilton, ett samarbete som resulterade i att Hamilton vann förarmästerskapet för 2014 års säsong. I december 2014 rapporterades det att Clear skulle lämna Mercedes för att arbeta för Scuderia Ferrari från och med 2016 års säsong, efter att Ferrari genomförde en större omorganisation inom sitt F1-stall efter flera år utan några mästerskapstitlar. Efter det blev klart med Ferrari tvingade Mercedes honom att ta ett sabbatsår för att inte kunna ge känsliga detaljer till sin nya arbetsgivare som anses vara den största rivalen till Mercedes sedan Red Bull Racings storhetstid där de vann fyra raka titlar både i förar- och konstruktörsmästerskapen mellan 2010 och 2013.